# Pseudois schaeferi
El baral enano (Pseudois schaeferi) es una especie de mamífero artiodáctilo de la subfamilia Caprinae que habita en una zona reducida de la frontera entre China y el Tíbet. Originalmente se consideró una subespecie del baral (Pseudois nauyar), pero los estudios morfológicos realizados en la década de 1970 llevaron a considerarlo una especie diferente. Sin embargo, estudios moleculares recientes determinaron que las diferencias son superfluas y que podría considerarse nuevamente como una subespecie.

## Descripción
La diferencia principal con el baral radica en su tamaño; los machos adultos pesan alrededor de 35 kg, a lo sumo la mitad que un baral. El baral enano tiene menos dimorfismo sexual y las hembras de las dos especies son muy similares. Su pelaje es de color gris acerado con brillo plateado, en general con un tono más obscuro que el baral; los cuernos de los machos son más pequeños, más delgados y verticales, sin curvatura hacia adentro.

## Conservación
En 2000, se estimó la población en 200 individuos. La especie es cazada y su distribución limitada le hace imposible escapar de los humanos y el ganado. A pesar de que se estableció una reserva de 142,4 kilómetros cuadrados en los alrededores de Zhubalong en 1995, la actividad humana continúa. La Lista Roja de la UICN en 2008 catalogó a la especie como en peligro de extinción.